# 斜線陣
斜線陣（しゃせんじん、ロクセ・ファランクス、loxe phalanx、英: Echelon formation）は、集団を斜線状に配置した陣形である。雁行、梯形陣、エシュロン隊形という呼称もある。

## 古代ギリシア

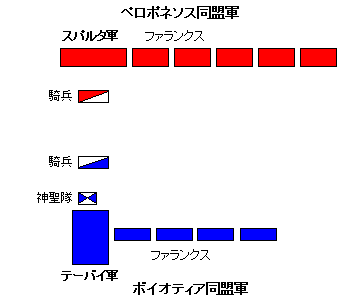
レウクトラの戦い

テーバイの将軍エパメイノンダスが、レウクトラの戦いにおいて、ファランクスを変形させ創作した陣形である。敵のファランクスの弱点である右側に対応する自軍の左側に主戦力を配置し、戦力の弱い右側へ行くに従って突撃を遅らせ、敵陣を左から崩壊させる。
この戦術においては兵力のバランス（主力翼に兵力を集中しすぎると敵戦列を突破する前に自軍の他の部隊が突破され、主力翼の兵力が不十分だと敵戦列を突破しきれない恐れがある）と突破のタイミングの正確な予測が必要となる。
古代ギリシアでは、密集した重装歩兵が同時行進し突撃するファランクスを用いた会戦方式が行われていた。ファランクスでは個々の兵士が左手に持つ盾がすぐ左に位置する兵士を半分覆うが、最右列の兵士は右側面が無防備で弱点となる。弱点をカバーするために、最も屈強な兵士を右側に配置しやや右へ斜行することが多かった。
斜線陣は、敵のファランクスのこうした弱点を衝くため、自軍の左翼に突撃兵力を集中させる戦法である。弱点となる右翼のファランクスの突撃開始を遅らせる事により、上空より見ると、陣形が斜線を描くようになり、斜線陣と呼ばれる。
レウクトラの戦いにおいて、スパルタを中心にしたペロポネソス同盟軍と対峙したエパメイノンダス率いるボイオティア軍は、斜線陣を採用し左翼へ兵力を集中させた。ファランクスでの一般戦列が8列から16列であったのに対し、斜線陣左翼の厚みは50列あったとも言われる（それに対してレウクトラでのスパルタ軍の戦列は12列であった）。ペロポネソス同盟軍は最精鋭のスパルタ軍が右翼を担っていたが、突撃を遅らせたボイオティア軍右翼がペロポネソス同盟軍左翼と激突する頃にはすでにペロポネソス同盟軍右翼は崩壊し、指揮官のスパルタ王クレオンブロトス1世は敗死した。
その後、マンティネイアの戦いでエパメイノンダスは戦死し、彼の戦闘教義を継承できる人材はもはやテーバイにはおらず衰退したテーバイはギリシアの覇権を失ったが、斜線陣をはじめとする戦術は、その時テーバイへ人質として送られていたマケドニア王国のピリッポス2世（当時は王子）によって受け継がれた。その戦術を改良した彼はカイロネイアの戦いでアテナイ・テーバイ連合軍を破り、ギリシアの覇権を手中に収めた。またその王子のアレクサンドロス3世はこの戦術に騎兵を併用することでペルシャからインドまでを侵略した。

## 戦闘機

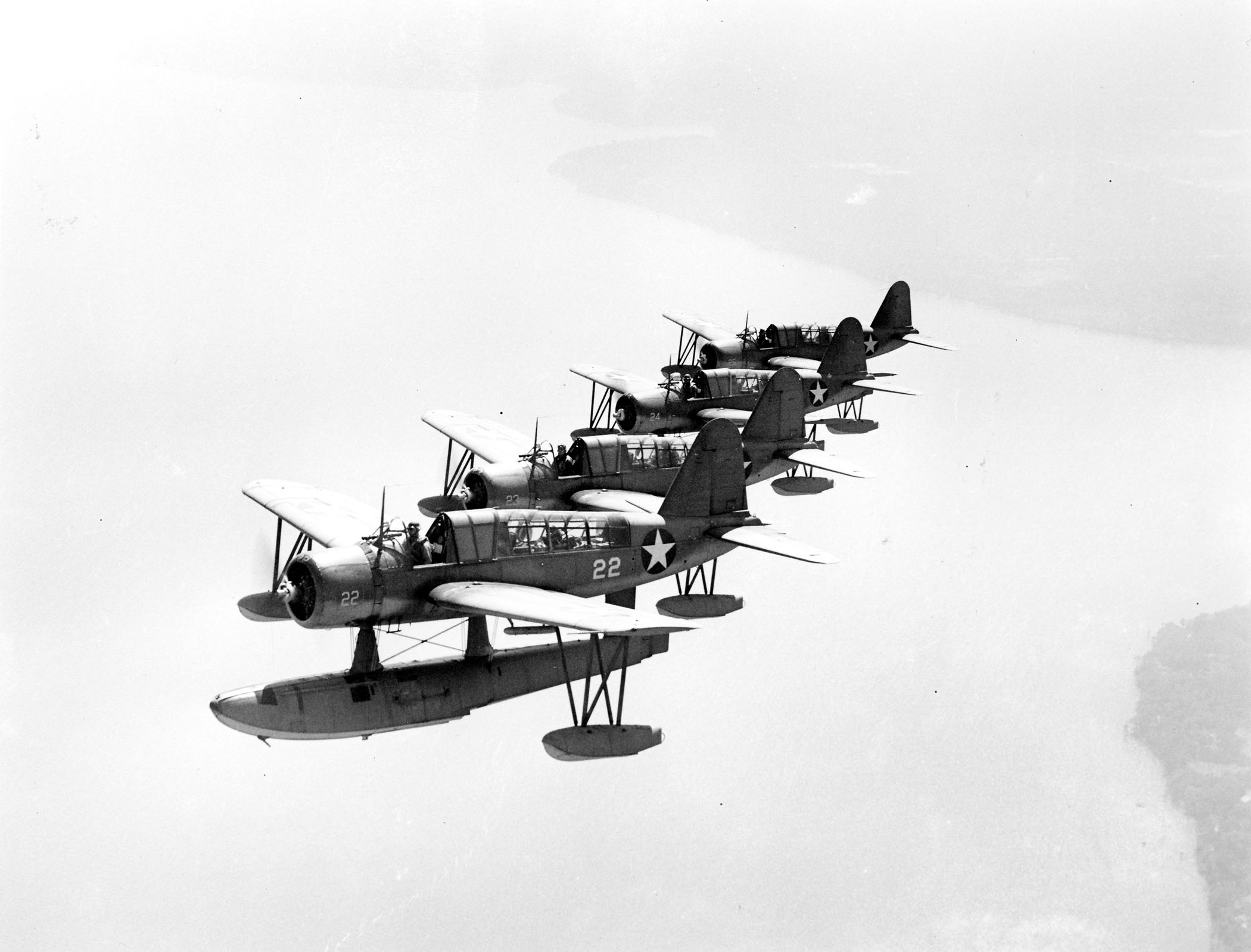
右にエシュロン隊形を組んで飛行するOS2U　1943年の撮影

戦闘機同士の空中戦は、第一次世界大戦では一対一が中心であったが、第二次世界大戦が始まる頃には、アメリカ海軍ではエシュロン隊形が中心となった。
エシュロン隊形とは、基本を2機とするエレメント（分隊）、2個エレメントで1個フライト（小隊）とする戦闘機の編隊である。